# Sint-Audomaruskerk (Zegerskappel)
De Sint-Audomaruskerk of Sint-Omaarskerk (Frans: Église Saint-Omer) is de parochiekerk van de gemeente Zegerskappel in het Franse Noorderdepartement.

## Geschiedenis
De geschiedenis van deze kerk gaat terug tot de 12e eeuw. Het betrof een romaanse kerk met een schip, geflankeerd door twee smalle zijbeuken, een transept en een vierkante vieringtoren, vervaardigd uit kalksteen. Onder de regering van keizer Karel V werd een deel van de romaanse zuidbeuk gesloopt en vervangen door een grotere zuidbeuk. Aanvankelijk wilde men de kerk uitbreiden tot een driebeukige hallenkerk, maar de kerk werd in 1585 door de Calvinisten in brand gestoken en verwoest. Van 1614-1633 werd de kerk gerestaureerd, waarbij de twee voorgevels voorzien werden van in- en uitgezwenkte gevels. Deze bakstenen gevels werden ook voorzien van metselaarstekens.

## Gebouw
Het betreft een tweebeukige hallenkerk uit de eerste helft van de 17e eeuw, met een 12e eeuwse romaanse vieringtoren en een transept. Het koor ligt in het verlengde van het oorspronkelijke schip van de kerk.

## Interieur
De kerk bezit een orgel van 1770-1780 met in het midden een beeld van Sint-Cecilia, vergezeld van diverse musicerende engelen. De glas-in-loodramen werden vervaardigd door Louis Koch (1903-1905). Er zijn twee 18e-eeuwse biechtstoelen; diverse 18e-eeuwse heiligenbeelden; een 17e-eeuws schilderij, voorstellende de kruisafneming; een 18e-eeuws schilderij voorstellende de onthoofding van Johannes de Doper; een schilderij van 1787 voorstellende De verdrijving van de geldwisselaars uit de Tempel; een 16e of 17e-eeuws doopvont en diverse andere kunstschatten.